# Gräsöleden
Gräsöleden  är en allmän färjeled över Öregrundssundet som går mellan Öregrund och ön Gräsö. Färjeleden är cirka 1000 meter lång. Den 16 maj 1942 invigdes färjeleden av landshövding Karl Levinson. Leden trafikeras av Trafikverkets färja M/S Veronica, som har plats för 48 personbilar, och den lite mindre färjan M/S Svanhild som har plats för 40 personbilar.

## Bilder

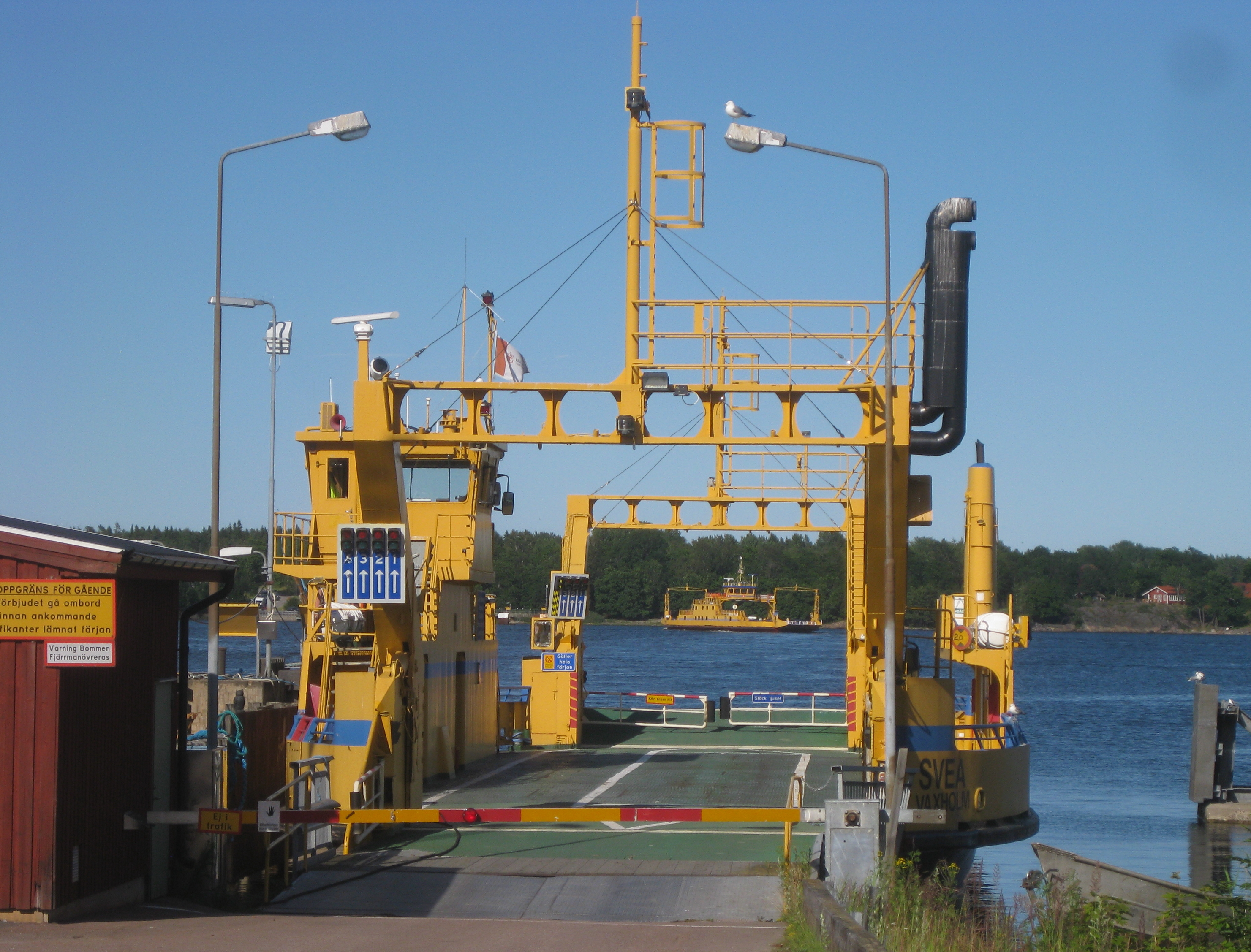
Gräsöfärjorna